# Maurice Malone
Vous lisez un « bon article » labellisé en 2010.
Pour les articles homonymes, voir Malone.
Temple de la renommée : 1950
Maurice Joseph Malone, connu sous le nom Joe Malone et surnommé le « Phantom » (né le 28 février 1890 à Saint-Colomb-de-Sillery, province de Québec au Canada – mort le 15 mai 1969 à Montréal, Québec) est un joueur professionnel canadien de hockey sur glace qui évolue au poste de centre au début du XXe siècle,.
Il joue au cours de sa carrière pour les Bulldogs de Québec avant les débuts de la Ligue nationale de hockey puis rejoint les Canadiens de Montréal à la création de la ligue professionnelle. Il joue alors un total de six saisons dans la LNH et est surnommé le Phantom – le fantôme – en raison de son agilité, de ses feintes habiles et de sa grande vitesse. Il remporte à trois reprises la Coupe Stanley – un des plus prestigieux trophées du monde du hockey – mais est également connu pour son talent pour inscrire de nombreux buts.
En 1950, il est admis au temple de la renommée du hockey et il meurt en 1969 d'une crise cardiaque.

## Biographie

### Vie privée
Maurice Joseph Malone naît le 28 février 1890 à Saint-Colomb-de-Sillery (maintenant un quartier de Québec) d'une mère francophone, Louisa Rochon, née en 1864 à Hawkesbury en Ontario et de Maurice J. Malone né en 1860 également dans la ville de Saint-Colomb-de-Sillery. Le couple Malone a alors onze enfants dont trois jouent par la suite au hockey : Jeff Patrick, aîné de Joe né en 1888 et Cliff. Joe et Jeff joueront ensemble par la suite.
Les parents de Joe meurent tous les deux dans la ville de Québec, le père en 1929 et la mère en 1947. Au cours de sa vie, le père de famille travaille dans une fabrique de bois.
Joe Malone a trois enfants : Bernice née en septembre 1917, Joe Malone junior né en 1923/mort le 1er novembre 2014 et Donald né en 1924 et mort en 1985 d'une crise cardiaque sur un terrain de golf à l'âge de 59 ans. Il est l'oncle du joueur de hockey de la LNH et ancien joueur des Canadiens de Montréal, Cliff Malone.

### Avant la LNH

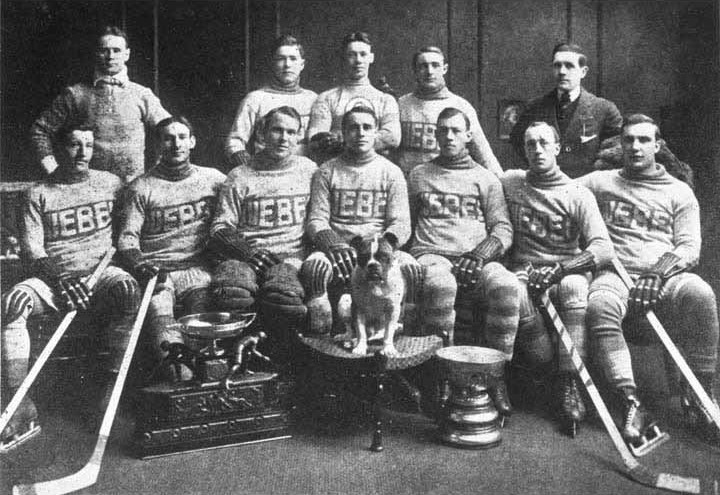
Les Bulldogs de Québec, champions 1913 de la Coupe Stanley. Malone se tient au centre, assis, derrière le bouledogue.

Joe Malone commence sa carrière en jouant en 1907-1908 pour les Crescents de Québec puis signe la saison suivante pour les Bulldogs de Québec de l'Eastern Canada Amateur Hockey Association alors qu'il est âgé de 19 ans. Lors de cette première saison avec l'équipe de Québec, il inscrit huit buts en douze matchs joués. Pour sa deuxième saison, son équipe débute dans l'Association canadienne de hockey mais après deux matchs, elle refuse de se joindre à l'Association nationale de hockey nouvellement créée. Malone termine alors sa saison en jouant pour les Colts de Waterloo dans la ligue Ontario Professional Hockey League.
Finalement, l'équipe de Québec rejoint l'ANH pour la saison 1910-1911 et amène son buteur avec elle. Il est nommé capitaine de l'équipe et inscrit cette fois neuf buts en treize rencontres. En 1911-12, il guide son équipe à la conquête du trophée O'Brien qui récompense le champion de l'ANH et par la suite, l'équipe remporte la première Coupe Stanley de son histoire. L'équipe de Malone est opposée à celle des Victorias de Moncton de la Maritime Professional Hockey League. Les deux matchs se jouent les 11 et 13 mars 1912 ; les joueurs de Québec remportent le premier 9-3, Malone inscrivant trois buts. Lors du second match, il inscrit deux nouveaux buts alors que Paddy Moran réalise un blanchissage, les Bulldogs gagnant le match 8-0,.
Au cours de la saison 1912-13, il est le meilleur buteur de l'ANH en inscrivant 43 buts en 20 matchs. Il évolue alors aux côtés de Tommy Smith et de Jack Marks et aide son équipe à finir à la première place de l'ANH. En 1913, il remporte une deuxième fois la Coupe Stanley en battant les Millionaires de Sydney en deux matchs : 14-3 et 6-2. Lors du premier match, le 8 mars 1913, Malone inscrit neuf des quatorze buts de son équipe. Il s'agit alors de la deuxième Coupe consécutive pour l'équipe mais également sa dernière alors que le Québécois ne fait pas partie de l'équipe pour le deuxième match.
En 1913-14, l'équipe des Bulldogs et Malone finissent à la troisième place de l'ANH derrière les Blueshirts de Toronto et les Canadiens de Montréal et manquent alors la finale de l'ANH tout comme lors des saisons suivantes alors que Malone finit meilleur buteur de l'association en 1916-17. Il termine ainsi ses dix-neuf rencontres jouées avec 41 buts. Malgré les efforts offensifs de Malone, l'équipe manque une nouvelle fois les séries de la Coupe Stanley.

### Dans la LNH

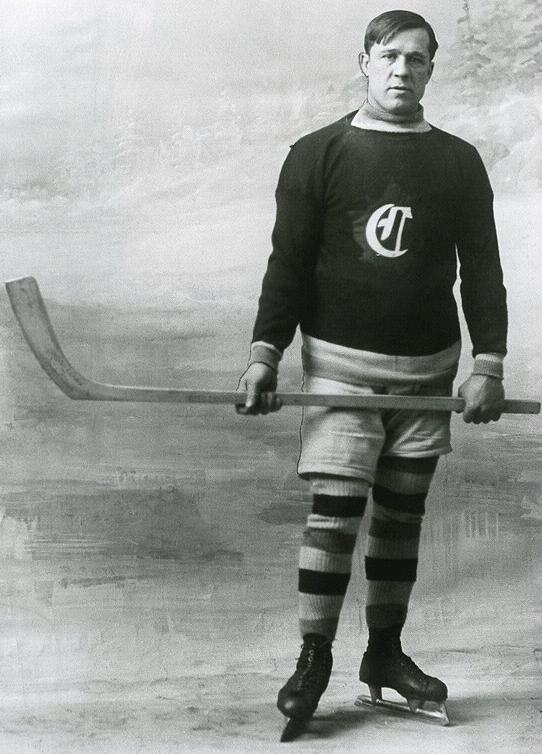
Didier Pitre nouveau coéquipier de Malone en 1917-1918 sous les couleurs des Canadiens de Montréal.

À la suite de cette saison, un nouveau regroupement d'équipes est créé : la Ligue nationale de hockey. Les propriétaires des Canadiens de Montréal, Wanderers de Montréal, Sénateurs d'Ottawa, Bulldogs de Québec et Arenas de Toronto décident de créer une nouvelle ligue afin d'exclure Edward J. Livingston, propriétaire de la concession des Blueshirts de Toronto, et ainsi ne pas lui permettre d'être impliqué dans leurs futures opérations de hockey. L'équipe de Québec ne parvient pas à constituer une équipe et ses joueurs se retrouvent alors dispersés dans les effectifs des autres équipes. Malone rejoint alors les rangs de l'autre équipe québécoise de la LNH : les Canadiens de Montréal.
Il joue la première saison de la Ligue, aux côtés de Édouard « Newsy » Lalonde et de Didier Pitre, et inscrit un but au minimum à chacun de ses quatorze premiers matchs – au total, il inscrit 35 buts lors de cette série. Parmi tous les joueurs de la LNH, Joe Malone finit meilleur buteur avec quarante-quatre réalisations. Il reste le meilleur buteur de la LNH sur une saison jusqu'à la saison 1944-1945 avec les 50 buts de Maurice Richard en autant de matchs. Les Canadiens finissent premiers de la première partie de la saison et sont alors qualifiés pour la finale de la LNH. Ils sont opposés aux Arenas mais perdent au total de buts 10 à 7.
La saison 1918-1919 est écourtée par l'arrêt en cours de saison des Arenas à la suite de difficultés financières. Il ne reste alors que deux équipes dans la LNH : les Canadiens et les Sénateurs d'Ottawa. Malone ne joue que huit des dix-huit rencontres de son équipe en raison d'une fracture au bras. La franchise de Montréal remporte la finale de la LNH et est opposée aux Metropolitans de Seattle de l'Association de hockey de la Côte du Pacifique. Les deux équipes sont à égalité deux victoires chacune et un match nul en cinq rencontres quand la série est annulée car plusieurs joueurs sont affectés par la pandémie de grippe espagnole qui affecte l'Amérique du Nord. Quatre jours plus tard, un joueur des Canadiens, Joe Hall, meurt de cette épidémie. C'est la première des deux fois de l'histoire de la LNH que la Coupe Stanley n'est pas remise, la deuxième étant lors de la saison 2004-2005, saison annulée en raison d'un lock-out.
Pour sa troisième saison dans la LNH, Malone quitte les Canadiens et est de retour avec les Bulldogs. Le 31 janvier 1920, il inscrit au cours d'un même match sept buts lors d'une victoire des Bulldogs sur le score de 10 à 6 contre les St. Patricks de Toronto. Malone est une nouvelle fois le meilleur buteur de la saison avec 39 buts, trois de plus que son ancien coéquipier, Lalonde. Malgré cette bonne performance de Malone, les Sénateurs finissent les deux parties de la saison à la première place. Ils remportent ainsi directement le trophée O'Brien et jouent la finale de la Coupe Stanley.

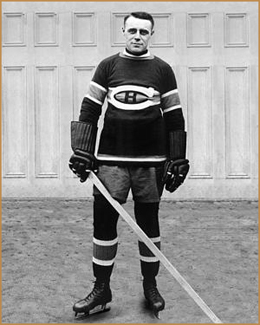
Malone sous les couleurs des Canadiens de Montréal.

L'équipe des Bulldogs ne survit pas et la franchise déménage après cette seule saison à Hamilton et devient les Tigers. Avec trente buts, Malone est le quatrième meilleur buteur de la saison mais son équipe termine à la dernière place de la LNH cette saison. Ce scénario se répète lors de la saison 1921-1922 alors qu'il inscrit au total cinquante-et-un buts en quarante-quatre rencontres sous les couleurs des Tigers. Après ces deux saisons en Ontario, Malone revient jouer au Québec en enfilant une nouvelle fois le chandail des Canadiens de Montréal. Malgré tout, il ne connaît plus le même rendement que les années précédentes et n'inscrit cette saison qu'un seul but en vingt matchs. Montréal se qualifie pour les séries mais perd contre les Sénateurs. Au cours de cette année 1923, Joe Malone devient père avec la naissance de Joe Malone junior.
Malone joue sa dernière saison professionnelle en 1923-1924 mais il ne dispute que dix matchs en saison régulière avant d'arrêter sa carrière. Au cours de cette saison, les Canadiens de Montréal remportent la Coupe Stanley et même si Malone ne joue pas un seul match des séries, il fait partie de l'effectif sacré champion de la Coupe Stanley.
Il met ainsi fin à une carrière de 143 buts en 126 rencontres dans la LNH et la meilleure moyenne de buts inscrits par match pour une saison de l'histoire de la LNH soit 2,2 buts par partie. En 1950, il est intronisé au temple de la renommée du hockey, la même année que son ancien coéquipier, Lalonde. Il meurt le 15 mai 1969 à Montréal d'une crise cardiaque à l'âge de 79 ans. Deux jours plus tard, il est exposé dans l'église Notre-Dame-de-Fatima puis mis en terre au cimetière St-Laurent.

## Palmarès

### Coupe Stanley
- 1911-1912 avec les Bulldogs de Québec
- 1912-1913 avec les Bulldogs de Québec
- 1923-1924 avec les Canadiens de Montréal

### Meilleur pointeur
- 1917-1918 avec 44 buts et 4 passes en 20 parties
- 1919-1920 avec 39 buts et 10 passes en 24 parties

### Ligue nationale de hockey
- Record du plus grand nombre de buts en un match avec sept réalisations le 31 janvier 1920 contre les St. Patricks de Toronto
- Record du plus grand nombre de matchs avec 5 buts ou plus : il inscrit cinq buts trois fois, six buts une fois et sept buts également une fois
- Meilleure moyenne de buts par match pour une saison de la LNH avec 2,2 buts par rencontre (saison 1917-1918)

## Honneurs

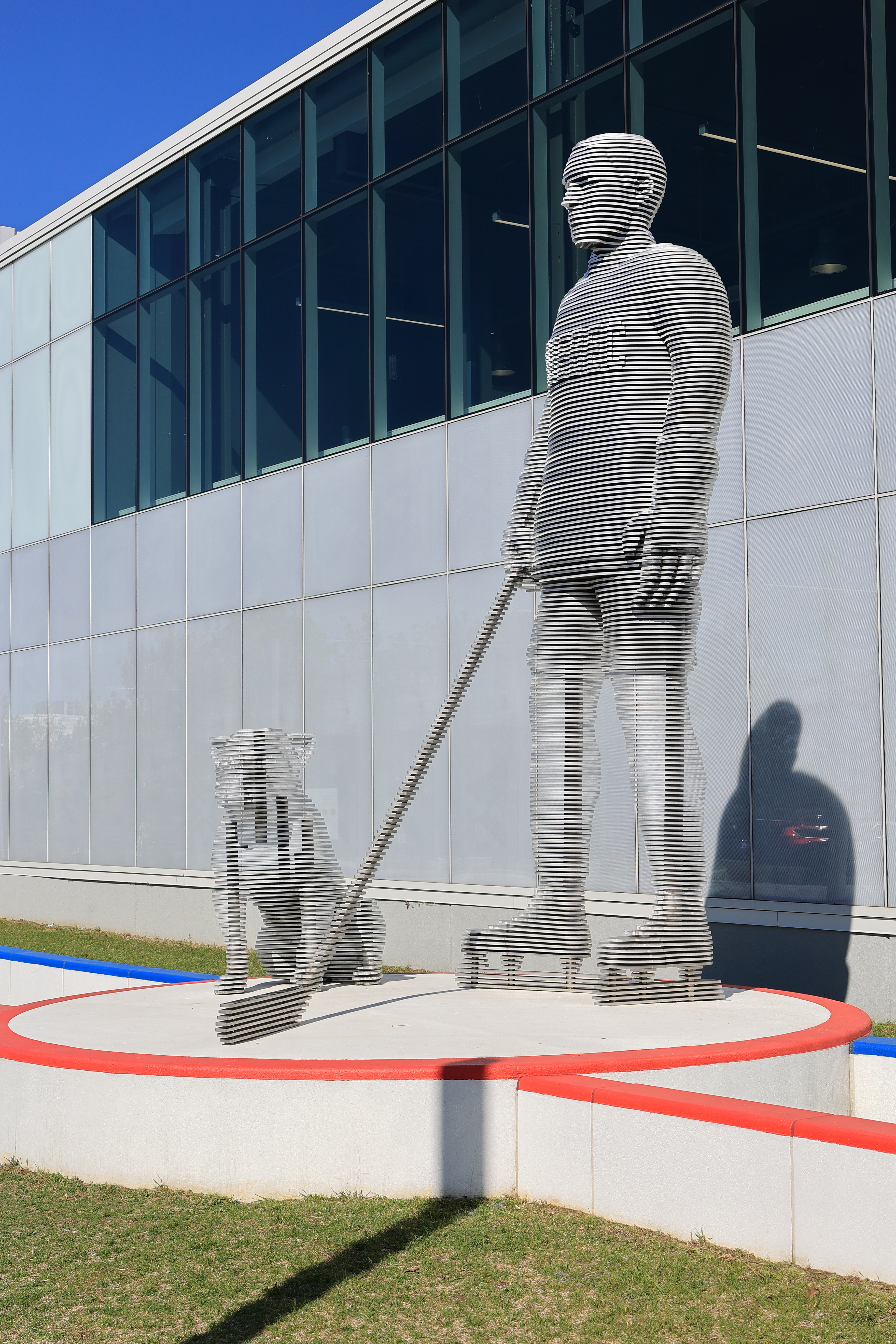
Statue de Joe Malone à la Place Jean-Béliveau à Québec

- En 1950, il est admis au Temple de la renommée du hockey.
- En 1975, il est admis au Panthéon des sports canadiens[20] puis, en 1998, il est classé à la 39e position des 100 meilleurs joueurs de l'histoire de la LNH par le magazine The Hockey News[7].
- Une bannière commémorative honorant la mémoire de Joe Malone par le retrait de non numéro 4 portée avec les Bulldogs de Québec a été hissée au sommet du Colisée de Québec et est maintenant présente au Centre Vidéotron[30].
- Une plaque "Ici vécut de la ville de Québec est présente au 734 rue Philippe-Dorval, en son honneur, pour indiquer son ancien lieu de résidence[31].
- Une statue en son honneur est présente à la Place Jean-Béliveau, dans l'Allée du hockey situé près du Centre Vidéotron.

## Statistiques
Pour la signification des abréviations, voir statistiques du hockey sur glace.
| Saison     | Équipe                | Ligue      |     | Saison régulière | Saison régulière | Saison régulière | Saison régulière | Saison régulière |    | Séries éliminatoires | Séries éliminatoires | Séries éliminatoires | Séries éliminatoires | Séries éliminatoires |
| Saison     | Équipe                | Ligue      | PJ  | B                | A                | Pts              | Pun              | PJ               | B  | A                    | Pts                  | Pun                  |                      |                      |
| 1907-1908  | Crescents de Québec   | QAHA       |     |                  |                  |                  |                  |                  |    |                      |                      |                      |                      |                      |
| 1908-1909  | Bulldogs de Québec    | ECHA       | 12  | 8                | 0                | 8                | 17               |                  |    |                      |                      |                      |                      |                      |
| 1909-1910  | Bulldogs de Québec    | CHA        | 3   | 5                | 0                | 5                | 2                |                  |    |                      |                      |                      |                      |                      |
| 1909-1910  | Colts de Waterloo     | OPHL       | 12  | 10               | 0                | 10               | 16               |                  |    |                      |                      |                      |                      |                      |
| 1910-1911  | Bulldogs de Québec    | ANH        | 13  | 9                | 0                | 9                | 3                |                  |    |                      |                      |                      |                      |                      |
| 1911-1912  | Bulldogs de Québec    | ANH        | 18  | 21               | 0                | 21               | 0                | 2                | 5  | 0                    | 5                    | 0                    |                      |                      |
| 1911-1912  | Équipe d'étoiles      | Exhib.     | 2   | 0                | 0                | 0                | 0                |                  |    |                      |                      |                      |                      |                      |
| 1912-1913  | Bulldogs de Québec    | ANH        | 20  | 43               | 0                | 43               | 34               | 1                | 9  | 0                    | 9                    | 0                    |                      |                      |
| 1912-1913  | Bulldogs de Québec    | Exhib.     | 3   | 2                | 0                | 2                | 2                |                  |    |                      |                      |                      |                      |                      |
| 1913-1914  | Bulldogs de Québec    | ANH        | 17  | 24               | 4                | 28               | 20               |                  |    |                      |                      |                      |                      |                      |
| 1914-1915  | Bulldogs de Québec    | ANH        | 12  | 16               | 5                | 21               | 21               |                  |    |                      |                      |                      |                      |                      |
| 1915-1916  | Bulldogs de Québec    | ANH        | 24  | 25               | 10               | 35               | 21               |                  |    |                      |                      |                      |                      |                      |
| 1916-1917  | Bulldogs de Québec    | ANH        | 19  | 41               | 8                | 49               | 15               |                  |    |                      |                      |                      |                      |                      |
| 1917-1918  | Canadiens de Montréal | LNH        | 20  | 44               | 4                | 48               | 30               | 2                | 1  | 0                    | 1                    | 3                    |                      |                      |
| 1918-1919  | Canadiens de Montréal | LNH        | 8   | 7                | 2                | 9                | 3                | 5                | 5  | 2                    | 7                    | 3                    |                      |                      |
| 1919-1920  | Bulldogs de Québec    | LNH        | 24  | 39               | 10               | 49               | 12               |                  |    |                      |                      |                      |                      |                      |
| 1920-1921  | Tigers de Hamilton    | LNH        | 20  | 28               | 9                | 37               | 6                |                  |    |                      |                      |                      |                      |                      |
| 1921-1922  | Tigers de Hamilton    | LNH        | 24  | 24               | 7                | 31               | 4                |                  |    |                      |                      |                      |                      |                      |
| 1922-1923  | Canadiens de Montréal | LNH        | 20  | 1                | 0                | 1                | 2                | 2                | 0  | 0                    | 0                    | 0                    |                      |                      |
| 1923-1924  | Canadiens de Montréal | LNH        | 10  | 0                | 0                | 0                | 0                |                  |    |                      |                      |                      |                      |                      |
| Totaux ANH | Totaux ANH            | Totaux ANH | 123 | 179              | 27               | 206              | 114              | 3                | 14 | 0                    | 14                   | 0                    |                      |                      |
| Totaux LNH | Totaux LNH            | Totaux LNH | 126 | 143              | 32               | 175              | 57               | 9                | 6  | 2                    | 8                    | 6                    |                      |                      |